# Styrelsen for Evaluering og Kvalitetsudvikling af Grundskolen
Styrelsen for Evaluering og Kvalitetsudvikling af Grundskolen eller blot Skolestyrelsen var en styrelse under Undervisningsministeriet. Styrelsen beskæftigede 40 medarbejdere. Direktør var Martin Isenbecker.
Styrelsen har bl.a. til opgave at styrke og fremme evalueringskulturen i folkeskolen, ligesom den er ansvarlig for tilsynet med kommunernes kvalitetssikring af folkeskolen. Samtidig varetager styrelsen administrationen af folkeskolens afsluttende prøver og de obligatoriske test i folkeskolen.
Skolestyrelsen blev oprettet i september 2006 og nedlagt i forbindelse med etableringen af Ministeriet for Børn og Undervisning og den deraf følgende omrokering af ressortopgaverne. Dele af opgaverne blev i den forbindelse udlagt til Kvalitets- og Tilsynsstyrelsen.